# Mohamed Al Rashed
Mohamed Al Rashed Mahamoud Shambaly (ur. 1 stycznia 1994) – sudański piłkarz grający na pozycji defensywnego pomocnika. Od 2016 jest zawodnikiem klubu Al-Merreikh.

## Kariera klubowa
Swoją karierę piłkarską Al Rashed rozpoczął w klubie Al-Nil SC, w barwach którego zadebiutował w 2012 roku. W latach 2015–2016 grał w Al-Ahly Atbara. W 2016 przeszedł do Al-Merreikh. Z Al-Merreikh wywalczył trzy mistrzostwa Sudanu w sezonach 2018, 2018/2019 i 2019/2020, trzy wicemistrzostwa Sudanu w sezonach 2016, 2017 i 2020/2021 oraz zdobył Puchar Sudanu w sezonie 2018.

## Kariera reprezentacyjna
W reprezentacji Sudanu Al Rashed zadebiutował 5 września 2019 w wygranym 3:1 meczu eliminacji do MŚ 2022 z Czadem, rozegranym w Ndżamenie. W 2022 roku został powołany do kadry na Puchar Narodów Afryki 2021. Na tym turnieju rozegrał trzy mecze grupowe: z Gwineą Bissau (0:0), z Nigerią (1:3) i z Egiptem (0:1).